# 蜂巢電台
蜂巢電台（Vityou Sambok Khmum）是一座位於柬埔寨金邊的高棉語電台，由獨立記者蒙蘇農多擁有和經營。廣播頻段為FM105。保護記者委員會（CPJ）在2012年將蜂巢電台形容為「柬埔寨少數獨立的新聞媒體之一」。

## 節目
2012年，人權觀察形容蜂巢電台是「柬埔寨促進人權、民主的重要途徑之一」。該電台是柬埔寨少數討論有爭議議題（包括柬埔寨的公民社會、抗愛滋病運動、孕產婦死亡率與人口販賣、女權及性別平等運動、政治和經濟方面的開誠布公、平等進步和可持續發展問題、勞工權益、環境保護、法治、選舉教育和選舉監察的議題）的電台之一。該電台同時會播放由自由亞洲電台、美國之音、柬埔寨人權中心和法國國際廣播電台製作的節目。

## 歷史
1995年，擁有法國、柬埔寨雙重國籍的蒙蘇農多回到柬埔寨，申領廣播牌照，並創立一家電台，命名為蜂巢電台。該電台於1996年8月6日啟播。他把蜂巢電台當作自己的新政黨——蜂巢民主社會黨的宣傳途徑，並在1998年大選中參選。據《亞洲時報》所言，他的競選活動只是使人覺得他「古怪、宣揚佛家哲學、提倡民主、發起一場引人注意的競選活動」。蘇農多落選之後把蜂巢民主社會黨解散，不過他繼續以獨立記者的身份在蜂巢電台播音。
截至2012年，蘇農多曾因報導的問題而三度入獄。2003年金邊騷亂期間，一位在蜂巢電台發言的聽眾錯誤宣稱一名柬埔寨大使館官員在曼谷被殺。蘇農多在1月31日被捕，被控「發送假消息」、「煽動歧視」和「煽動犯罪行為」。他對記者宣稱：「我播出一個聽眾的說法，不過這說法後來證實是假的，他們就怪責我。如果我因為容許人們各抒己見而入獄，我會感到高興。」
他在當年2月11日獲准保釋，而有關案件亦從未開審。
蘇農多在2005年報導柬埔寨首相洪森與越南簽訂條約，解決兩國邊界糾紛，並在報道中與一位以法國為基地的專家討論此事，該專家批評洪森割地的行為。之後，他又於當年10月11日被捕，被控「刑事誹謗」、「散發假消息」和「煽動」三項罪名。當局在2006年1月撤銷其所有控罪，而洪森則形容這就如同送給來訪柬埔寨的美國助理國務卿克里斯托弗·羅伯特·希爾的「大禮」。
蘇農多在2012年7月15日再度被捕，而當局則指控他涉及桔井省一場抗議新橡膠廠工程引致迫遷的示威，並以 「叛亂罪」和「煽動人民以武力與國家對抗罪」正式把他檢控。當局拘捕蘇農多的行為很快就引起國內外批評。由22個柬埔寨人權團體組成的聯盟柬埔寨人權行動委員會呼籲政府釋放蘇農多，「以挽回國家的聲譽」。7月23日，蜂巢電台和民主協會的成員在金邊王宮前方示威。保護記者委員會呼籲當局立即釋放蘇農多，宣稱洪森「屢屢重施故技，以沒有事實根據的反政府罪名控告記者，從而壓制對政府的批評」。人權觀察則表示「克林頓夫人（美國國務卿希拉莉·克林頓）訪問（柬埔寨）過後，當局拘捕蘇農多，顯得厚顏，由此可見洪森認為美國非常希望他在其他方面和美國合作，所以他在打壓反對者這一方面肆無忌憚」。國際特赦組織又把蘇農多列為良心犯，認為他「因為和平行使其言論自由而被拘留」。

## 外部連結
- （高棉文）蜂巢電台官方網站